# Jonas Brothers diskografi
Det här är en sammanfattning av den amerikanska poprockgruppen the Jonas Brothers diskografi. Bandet har sålt över åtta miljoner album globalt och har toppat ett flertal listor.

## Album

### Studioalbum
| År   | Albumdetaljer                                                                                               | Topplacering | Topplacering | Topplacering | Topplacering | Topplacering | Topplacering | Topplacering | Topplacering | Topplacering | Topplacering | Topplacering | Certifieringar                                        |
| År   | Albumdetaljer                                                                                               | USA          | CA           | UK           | IRE          | ITA          | MEX          | GER          | SPA          | POR          | AUS          | ARG          | Certifieringar                                        |
| ---- | --- | ------------ | ------------ | ------------ | ------------ | ------------ | ------------ | ------------ | ------------ | ------------ | ------------ | ------------ | ----------------------------------------------------- |
| 2006 | It's About Time - Skivbolag: Columbia Records                                                               | 80           | —            | —            | —            | —            | —            | —            | —            | —            | —            | —            | - USA: 100 000+                                       |
| 2007 | Jonas Brothers - Släppt: 7 augusti 2007 - Format: CD, digital download - Skivbolag: Hollywood Records       | 5            | 10           | 9            | 4            | 10           | 3            | 9            | 5            | 9            | 3            | 1            | - Kanada: Guld                                        |
| 2008 | A Little Bit Longer - Släppt: 12 augusti 2008 - Format: CD, digital download - Skivbolag: Hollywood Records | 1            | 1            | 19           | 15           | 2            | 1            | 25           | 3            | 27           | 13           | 1            | - USA: Platina - Mexico: Platina - Kanada: 2x Platina |
| 2009 | Lines, Vines and Trying Times - Skivbolag: Hollywood Records                                                | 1            | 1            | 9            | 6            | 7            | 1            | —            | 1            | 3            | 5            | 1            | - USA: 600 000+ - Kanada: Platina - Mexico: Platina   |

### Soundtrack
| År   | Albumdetaljer                                                       | Topplacering | Topplacering | Topplacering | Topplacering | Topplacering | Topplacering | Topplacering | Topplacering | Topplacering | Topplacering | Certifieringar |
| År   | Albumdetaljer                                                       | USA          | CA           | MEX          | GER          | SPA          | FRA          | BEL          | UK           | AUS          | ARG          | Certifieringar |
| ---- | ------------------------------------------------------------------- | ------------ | ------------ | ------------ | ------------ | ------------ | ------------ | ------------ | ------------ | ------------ | ------------ | -------------- |
| 2008 | Camp Rock - Format: CD, digital download                            | 3            | 2            | 2            | 9            | 2            | 23           | 3            | —            | 13           | 1            | - USA: Platina |
| 2009 | Music from The 3D Concert Experience - Format: CD, digital download | 3            | 9            | 3            | —            | —            | —            | —            | —            | 85           | 11           |                |
| 2010 | JONAS - Format: CD, digital download                                | —            | —            | —            | —            | —            | —            | —            | —            | —            | —            |                |
| 2010 | Camp Rock 2: The Final Jam - Format: CD, digital download           | —            | —            | —            | —            | —            | —            | —            | —            | —            | —            |                |

### Extended plays (EP)
| Year | Titel                                                               | Tracklista               |
| ---- | ------------------------------------------------------------------- | ------------------------ |
| 2009 | Jonas Brothers: Live from SoHo iTunes EP - Format: digital download | - Tonight                |
| 2009 | Be Mine - Format: CD, digital download                              | - Still In Love With You |

### Livealbum
| År   | Titel                                                                              |
| ---- | ---------------------------------------------------------------------------------- |
| 2009 | Jonas Brothers: Live: Walmart Soundcheck CD+DVD - Format: CD+DVD, digital download |

## Singlar
| År   | Singel                         | Topplacering | Topplacering | Topplacering | Topplacering | Topplacering | Topplacering | Topplacering | Album                         |
| År   | Singel                         | USA          | US Pop       | US Dance     | AUS          | UK           | CA           | GER          | Album                         |
| ---- | ------------------------------ | ------------ | ------------ | ------------ | ------------ | ------------ | ------------ | ------------ | ----------------------------- |
| 2005 | "Mandy"                        | —            | —            | —            | —            | —            | —            | —            | It's About Time               |
| 2007 | "Year 3000"                    | 30           | 25           | —            | 65           | —            | —            | —            | It's About Time               |
| 2007 | "Hold On"                      | 45           | 30           | —            | —            | 90           | —            | —            | Jonas Brothers                |
| 2007 | "S.O.S."                       | 17           | 5            | —            | 40           | 13           | 50           | 45           | Jonas Brothers                |
| 2008 | "When You Look Me in the Eyes" | 25           | 17           | —            | 45           | 30           | 30           | —            | Jonas Brothers                |
| 2008 | "Burnin' Up"                   | 5            | 9            | —            | 31           | 30           | 14           | 35           | A Little Bit Longer           |
| 2008 | "Lovebug"                      | 49           | 37           | —            | 85           | 90           | 45           | —            | A Little Bit Longer           |
| 2009 | "Tonight"                      | 8            | 20           | —            | 80           | —            | 13           | —            | A Little Bit Longer           |
| 2009 | "Paranoid"                     | 35           | 38           | 10           | 50           | 46           | 37           | 55           | Lines, Vines and Trying Times |
| 2009 | "Fly with Me"                  | 70           | —            | —            | —            | 66           | —            | 80           | Lines, Vines and Trying Times |
| 2009 | "Keep It Real"                 | —            | —            | —            | —            | —            | —            | —            | Lines, Vines and Trying Times |

### Andra singlar
| År   | Singel                                                     | Peak chart positions | Peak chart positions | Peak chart positions | Peak chart positions | Album                           |
| År   | Singel                                                     | USA                  | US Pop               | UK                   | AUS                  | Album                           |
| ---- | ---------------------------------------------------------- | -------------------- | -------------------- | -------------------- | -------------------- | ------------------------------- |
| 2006 | "Poor Unfortunate Souls"                                   | —                    | —                    | —                    | —                    | The Little Mermaid (soundtrack) |
| 2007 | "Kids of the Future"                                       | —                    | —                    | —                    | —                    | Jonas Brothers                  |
| 2008 | "We Rock" (cast of Camp Rock)                              | 30                   | —                    | 100                  | —                    | Camp Rock                       |
| 2008 | "Play My Music"                                            | 18                   | 20                   | 50                   | 60                   | Camp Rock                       |
| 2008 | "This Is Me" (Demi Lovato & Joe Jonas)                     | 5                    | 20                   | 30                   | 40                   | Camp Rock                       |
| 2008 | "Gotta Find You" (Joe Jonas)                               | 20                   | —                    | —                    | 70                   | Camp Rock                       |
| 2009 | "Send It On" (med Demi Lovato, Miley Cyrus & Selena Gomez) | 20                   | —                    | —                    | —                    | Send It On - Single             |

### Andra topplacerade låtar
| År   | Låt                   | Topplacering | Topplacering | Album                                |
| År   | Låt                   | USA          | US Pop       | Album                                |
| ---- | --------------------- | ------------ | ------------ | ------------------------------------ |
| 2008 | "Can't Have You"      | 90           | —            | A Little Bit Longer                  |
| 2008 | "Got Me Going Crazy"  | 96           | —            | A Little Bit Longer                  |
| 2008 | "Video Girl"          | 90           | 80           | A Little Bit Longer                  |
| 2008 | "Shelf"               | 100          | 80           | A Little Bit Longer                  |
| 2008 | "Sorry"               | 06           | —            | A Little Bit Longer                  |
| 2008 | "One Man Show"        | —            | 88           | A Little Bit Longer                  |
| 2008 | "BB Good"             | 88           | 60           | A Little Bit Longer                  |
| 2008 | "Pushin' Me Away"     | 20           | 25           | A Little Bit Longer                  |
| 2008 | "A Little Bit Longer" | 10           | 20           | A Little Bit Longer                  |
| 2009 | "Love Is on Its Way"  | 80           | —            | Music from The 3D Concert Experience |
| 2009 | "World War III"       | 80           | —            | Lines, Vines and Trying Times        |
| 2010 | "Who I Am"            | 100          | —            | Who I Am                             |

## Artistsamarbeten
| År   | Låt                             | Artist                     | Album(s)                                              | Detaljer |
| ---- | ------------------------------- | -------------------------- | ----------------------------------------------------- | --- |
| 2007 | "We Got the Party"              | Miley Cyrus/Hannah Montana | Jonas Brothers: The Bonus Jonas Edition               | Den här låten är med i Hannah Montana avsnittet "Me and Mr. Jonas and Mr. Jonas and Mr. Jonas"                                           |
| 2008 | "This Is Me"                    | Demi Lovato                | Camp Rock                                             | I "The 3D Concert Experience" så sjunger alla i Jonas Brothers låten med Demi, men i Camp Rock så är det bara Joe som sjunger med henne. |
| 2008 | "On The Line"                   | Demi Lovato                | Don't Forget                                          | Jonas Brothers skrev låten tillsammans med Demi, och sjunger även med i låten.                                                           |
| 2009 | "Should've Said No"             | Taylor Swift               | Music from The 3D Concert Experience                  | Det är bara i liveversionen som Jonas Brothers sjunger med i låten. På Taylor Swifts cd-skivor sjunger hon låten solo.                   |
| 2009 | "Before The Storm"              | Miley Cyrus                | Lines, Vines and Trying Times / The Time Of Our Lives | Duett med Miley Cyrus |
| 2009 | "Don't Charge Me For The Crime" | Common                     | Lines, Vines and Trying Times                         | |
| 2009 | "Hey Baby"                      | Jonny Lang                 | Lines, Vines and Trying Times                         | Johnny Lang spelar gitarr i låten, men sjunger inte.                                                                                     |
| 2009 | "Stop The World"                | Demi Lovato                | Here We Go Again                                      | Nick Jonas skrev låten med Demi, och sjunger i bakgrunden.                                                                               |
| 2009 | "Tonight (remix)"               | Timbaland                  | Non Album Song                                        | |

## Musikvideor
| År   | Titel                                                        | Album                                |
| ---- | ------------------------------------------------------------ | ------------------------------------ |
| 2005 | "Mandy"                                                      | It's About Time                      |
| 2006 | "Poor Unfortunate Souls"                                     | The Little Mermaid (soundtrack)      |
| 2006 | "American Dragon Theme Song"                                 | Non-album song                       |
| 2007 | "I Wanna Be Like You"                                        | DisneyMania 5                        |
| 2007 | "Kids of the Future"                                         | Jonas Brothers                       |
| 2007 | "Year 3000"                                                  | Jonas Brothers                       |
| 2007 | "Hold On"                                                    | Jonas Brothers                       |
| 2007 | "S.O.S."                                                     | Jonas Brothers                       |
| 2008 | "When You Look Me in the Eyes"                               | Jonas Brothers                       |
| 2008 | "Burnin' Up"                                                 | A Little Bit Longer                  |
| 2008 | "Lovebug"                                                    | A Little Bit Longer                  |
| 2009 | "Tonight"                                                    | A Little Bit Longer                  |
| 2009 | "BB Good"                                                    | A Little Bit Longer                  |
| 2009 | "Love Is On Its Way"                                         | Music from The 3D Concert Experience |
| 2009 | "Paranoid"                                                   | Lines, Vines and Trying Times        |
| 2009 | "Fly with Me"                                                | Lines, Vines and Trying Times        |
| 2009 | "Keep It Real"                                               | Lines, Vines and Trying Times        |
| 2009 | "Send It On" (feat. Miley Cyrus, Selena Gomez & Demi Lovato) | Send It On - Single                  |
| 2009 | "Bounce" (feat. Demi Lovato, Big Rob)                        | Bounce - Single                      |
| 2009 | "We Got To Work This Out"                                    | JONAS                                |

## JONAS
| Låtnr | Titel                            | Avsnitt                                        |
| ----- | -------------------------------- | ---------------------------------------------- |
| 1     | "Give Love a Try"                | "Wrong Song" och "Karaoke Suprise"             |
| 2     | "Pizza Girl"                     | "Pizza Girl"                                   |
| 3     | "Keep It Real"                   | "Keeping It Real"                              |
| 4     | "Work It Out"                    | "Band's Best Friend" och "Beauty and the Beat" |
| 5     | "Why"                            | "Fashion Victim"                               |
| 6     | "Blue Danube (Rock Version)"     | "That Ding You Do"                             |
| 7     | "Love Sick"                      | "Love Sick"                                    |
| 8     | "Time Is On Our Side"            | "Forgetting Stella's Birthday"                 |
| 9     | "Scandinavia"                    | "Cold Shoulder"                                |
| 10    | "Love Me Do"                     | "Jonas and Misa"                               |
| 11    | "Get Ready To Rock"              | "Got Me Goin' Crazy for Jordin"                |
| 12    | "Live to Party (Original Theme)" | Alla avsnitten                                 |